# Alice Fauré
Pour les articles homonymes, voir Fauré.
Alice Fauré, née le 14 octobre 1913 à Carnoët et morte le 12 mars 1995 au Perreux-sur-Marne, est une résistante et militante communiste française. Elle est notamment conseillère municipale d'Aubervilliers à partir de 1953.

## Biographie
Alice Bourhis naît en 1913 à Carnoët, fille de Marie-Louise et François Bourhis. Son père est maçon. On ne sait rien de son parcours avant son mariage avec André Fauré, bijoutier et militant communiste à Aubervilliers. Le couple a un fils, Guy. Son mari est arrêté et fusillé le 21 octobre 1942.
Elle rejoint les FTPF et transmet des messages et des courriers à Aubervilliers où elle habite rue du Port : « Je transportais jusqu’à 20 courriers par jour ; je peux dire que j’ai eu peur pendant cette période, peur de ne pas rentrer le soir. Quand tu voyais 10 ou 15 copains dans la journée, c’est 10 ou 15 fois que tu risquais d’être arrêté ! ».
Elle est arrêtée en juin 1944. Emprisonnée à la Roquette puis au fort de Romainville. Déportée par le convoi parti de Paris le 11 août 1944, elle parvient à s'évader à Bar-le-Duc, avant d'arriver en Allemagne.
Après la guerre, elle travaille comme ouvrière à la Manufacture des tabacs de Pantin et devient secrétaire de la section syndicale. En 1953, elle est élue membre de la commission exécutive de la Fédération des tabacs et allumettes, fonction qu'elle conserve jusqu'en 1968. Elle participe au comité de rédaction d’Antoinette. Elle prend sa retraite en 1972.

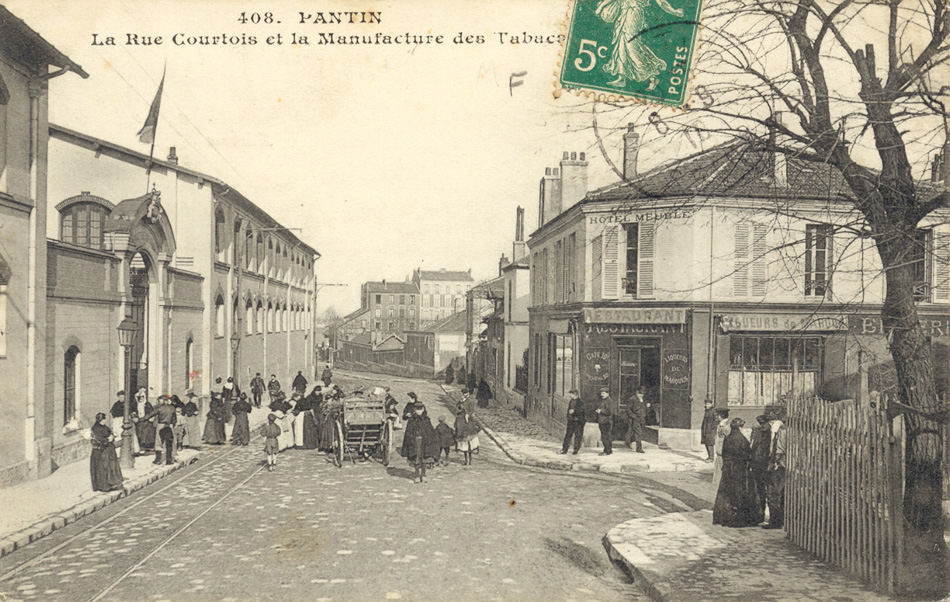
Manufacture de Pantin en 1900.